# Santa Llúcia de Mur
Santa Llúcia de Mur és un poble del terme municipal de Castell de Mur, abans del 1972 del de Mur, al Pallars Jussà.
El poble es troba al sud de l'antic terme de Mur, a prop i a ponent de la Guàrdia de Noguera. Hi passa la pista rural asfaltada que des del quilòmetre 4 de la carretera LV-9124 mena al castell de Mur. D'aquest trencall al poble hi ha a penes 1 quilòmetre i mig.

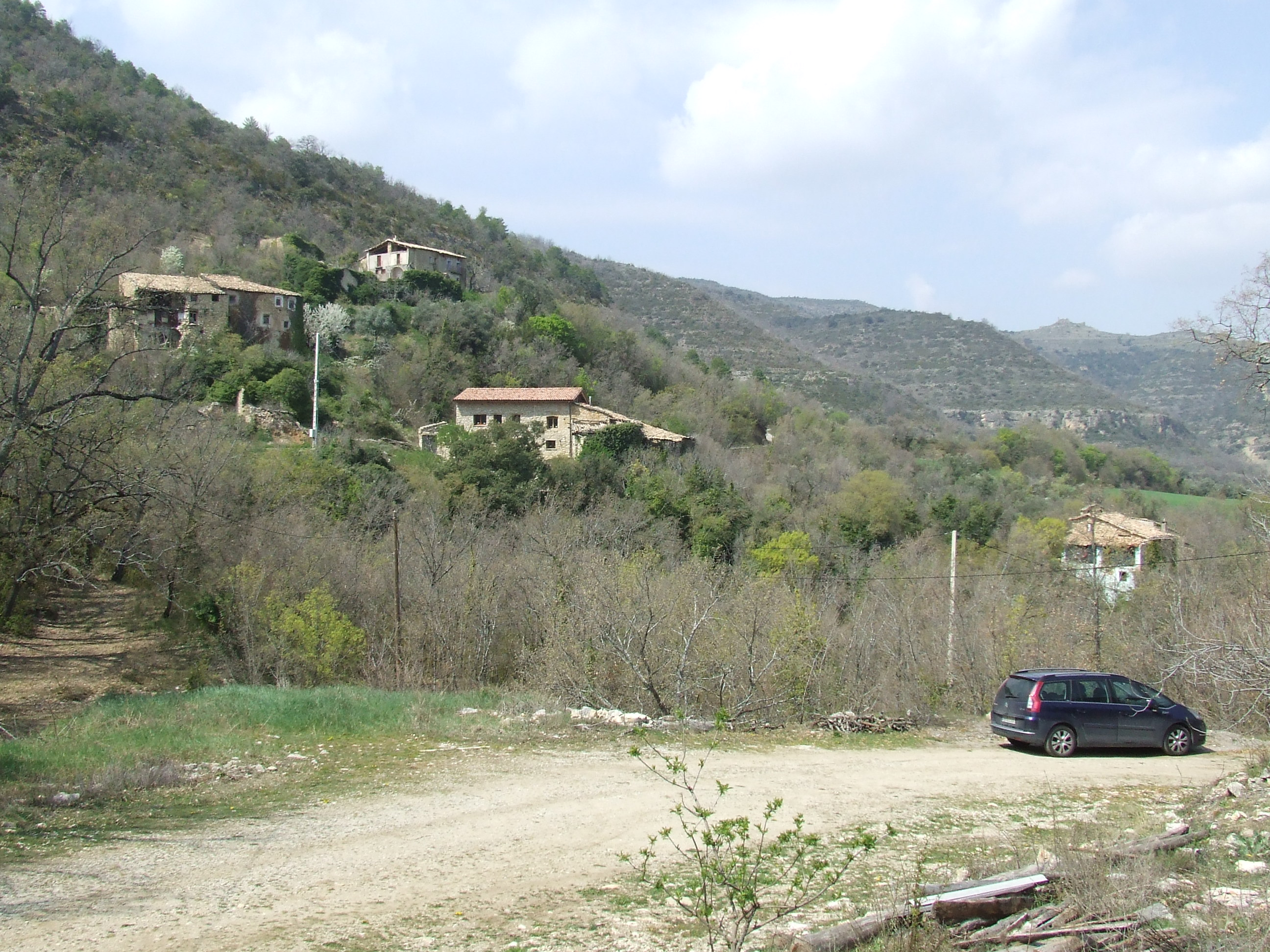
El poble des de llevant

Santa Llúcia de Mur té església parroquial pròpia, també dedicada a santa Llúcia. De fet, aquest és l'origen del nom del poble i del poble mateix. Aquesta església, que tingué categoria de priorat depenent de la col·legiata de Santa Maria de Mur, era atès pel canonge cambrer de la canònica augustiniana, amb la finalitat de tenir cura de les ànimes de tota la parròquia que en depenia. Entre les cases subsistents del poble es troben Casa Gavarrell, un xic separada del poble, així com Cal Pinell i Cal Sebastià i Teresó. La Font de la Moixa és una de les que es troben en els entorns del poble i que hi subministraven, tradicionalment, l'aigua.
En el Diccionario geográfico... de Pascual Madoz, publicat el 1845, esmenta breument Santa Llúcia de Mur dient que té 15 cases.
Vers el 1900 Santa Llúcia de Mur tenia 23 edificis, amb 61 habitants. El 2007 hi consten 4 habitants, de manera que ha deixat de ser un despoblat, com constava tan sols fa una dècada.
La Festa de Santa Llúcia, a la qual venien persones de tota la comarca, era una festa molt assenyalada, tant pel que significava per al poble, com per a totes les persones relacionades amb feines on es fes anar l'agulla: modistes, sastres, matalassers, etc.

## Etimologia
El nom d'aquest poble procedeix de la seva església, que fou sufragània de Santa Maria de Mur.